# Dick Dale

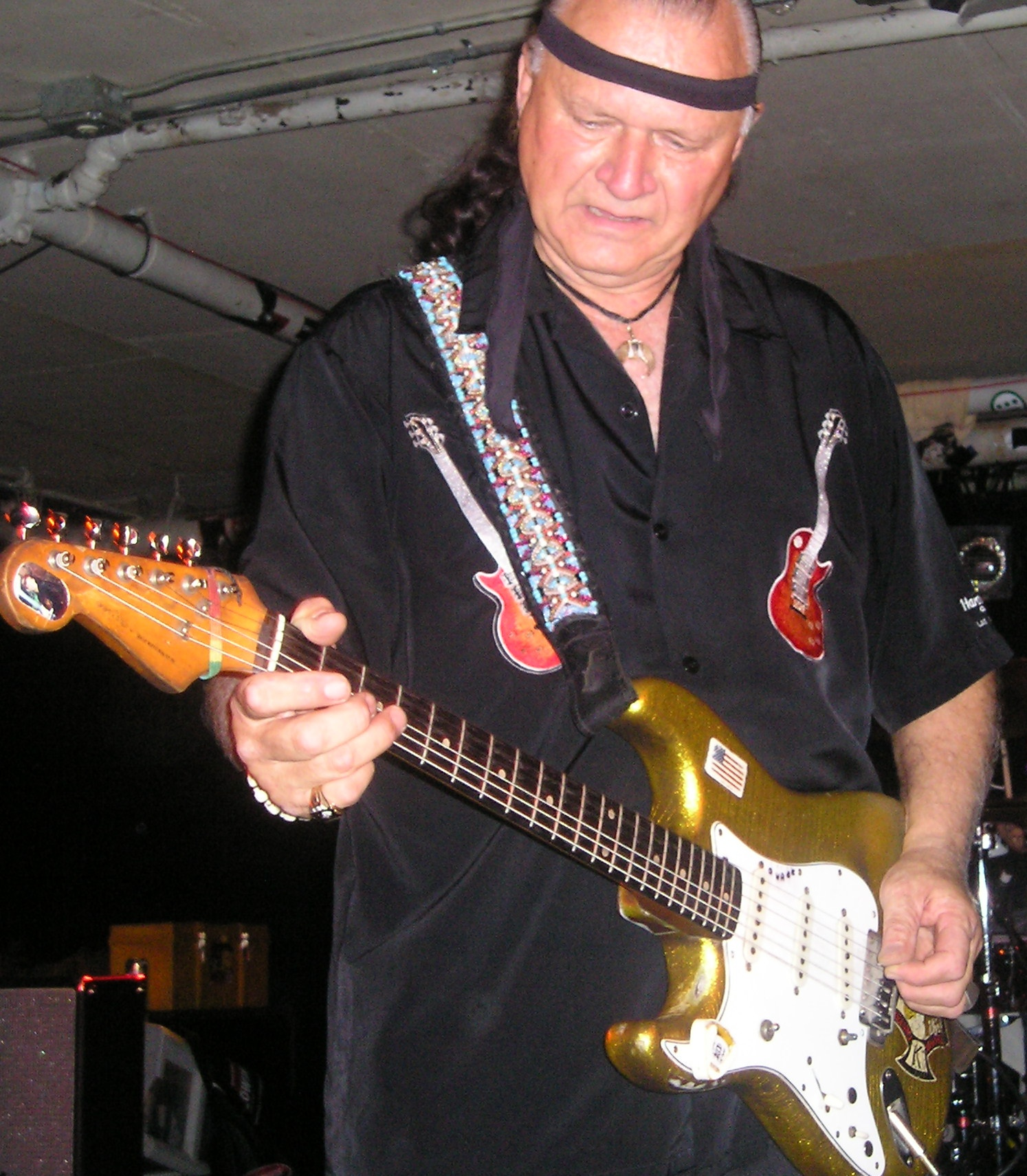
Dick Dale (2005)

Dick Dale (* 4. Mai 1937 in Boston, Massachusetts, Vereinigte Staaten; † 16. März 2019 in Loma Linda, Südkalifornien, Vereinigte Staaten; eigentlich Richard Anthony Monsour) war ein US-amerikanischer Musiker und Pionier der Surfmusik. Dale war einer der einflussreichsten Gitarristen der frühen 1960er-Jahre. Zusammen mit Link Wray gilt er als stilbildend für Gitarristen wie Jimi Hendrix, Pete Townshend und Eddie Van Halen. Er benutzte speziell gefertigte Fender-Gitarren und -Verstärker und experimentierte mit Nachhall-Effekten (Reverb).

## Karriere
Dick Dale wurde in Boston (Massachusetts) als Sohn eines Libanesen und einer Polin geboren. Bald lernte er Schlagzeug, dann Ukulele und schließlich Gitarre. Als Kind wurde er musikalisch von seinem Onkel, einem Oud-Spieler, beeinflusst. Seine frühe Musik zeigt starke Einflüsse aus der orientalischen Musik.
Mit seiner Band, den Del-Tones, war Dale Anfang der 1960er Jahre auf lokaler Ebene recht erfolgreich. Neben der Single Mr. Moto der Belairs gilt Dales Stück Let’s Go Trippin’ von 1961 als stilbildend für die Surf-Rock-Szene. Bevor er 1962 zu Capitol Records wechselte, brachte er auf seinem eigenen Label Deltone einige Singles heraus, die jedoch nicht den erhofften Durchbruch schafften.
1962 schaffte Dale mit dem Album Surfers’ Choice den Durchbruch. Er wurde in die The Ed Sullivan Show eingeladen und trat in Hollywoodfilmen (zum Beispiel Beach Party, 1963) auf. Bis 1964 war Dale ein nationaler Star, dann jedoch ebbte der Erfolg seiner Instrumentalmusik ab. Britische Bands wie die Beatles dominierten die Hitparaden. Zudem war Dale durch eine Krebserkrankung gesundheitlich angeschlagen und zog sich für längere Zeit aus der Öffentlichkeit zurück.
1979 begann er, sich für den Naturschutz einzusetzen. Er hatte sich eine kleinere Verletzung beim Schwimmen zugezogen, die durch die Umweltverschmutzung des Wassers so schlimm wurde, dass er beinahe ein Bein verlor.
1986 nahm er ein neues Album auf und wurde für einen Grammy Award nominiert. Seither veröffentlichte er wieder Alben. Durch die Verwendung seines erfolgreichsten Titels Misirlou (eine Interpretation eines bekannten griechischen Liedes aus den 1920er Jahren) in Quentin Tarantinos Pulp Fiction wurde Dale seit den 1990er Jahren auch einem jüngeren Publikum wieder ein Begriff.
2008 erkrankte Dale an Dickdarmkrebs und musste sich operieren lassen. Im Jahr 2010 konnte er wieder eine Tour durch die USA und Europa starten.

## Technik
Dale war ein sehr expressiver Gitarrist. Er behauptete stets, kein guter Gitarrist im klassischen Sinne zu sein. Mit seiner experimentellen Spieltechnik entwickelte er seinen ganz eigenen, unverwechselbaren Klang.
Dales Markenzeichen ist der schnelle Staccato-Anschlag der Gitarrensaiten (zum Beispiel bei Misirlou). Zudem machte er den exzessiven Gebrauch von Hall in der instrumentalen Surfmusik populär. Aufgrund seiner nicht herausragenden Gesangsstimme bat Dale den befreundeten Leo Fender, ihm ein Gerät zu entwickeln, mit dem es möglich sei, wie bei einer Hammondorgel einen Hall auf die Stimme zu legen. Die Ingenieure in Fenders Produktionsstätte bauten das entsprechende Teil einer Hammondorgel so um, dass ein Mikrofon angeschlossen werden konnte. Der experimentierfreudige Dick Dale schloss auch die Gitarre an das Gerät an und war begeistert vom dichten Klang. Dieses Gerät kann heute noch als „Fender Reverb Unit“ gekauft werden.
Dick Dale spielte mit extrem dicken Saiten (.016–.060) durch einen modifizierten „Fender Showman“-Verstärker in sehr hoher Lautstärke. Als Linkshänder spielte er eine Linkshänder-Gitarre mit umgekehrt aufgezogenen Saiten. Dies beeinflusste den Klang seines Spiels auf eine kaum imitierbare Weise.
Seine Fender Stratocaster nannte Dale liebevoll „the Beast“ (das Biest) und behielt sie bis zu seinem Tod.

## Sonstiges
- Nach seinen Erfolgen mit Teenager-Strand-Filmen lebte Dale mit Löwen und Tigern in einer großen Villa.
- Die erste Version seines größten Hits Misirlou wurde ohne Reverb-Effekt aufgenommen.[2]
- Dick Dale betonte immer wieder, man solle nicht mit Plattenfirmen zusammenarbeiten, sondern seine Musik selbst vertreiben und seine Rechte behalten, da man sonst ausgebeutet werde. So mache er es auch.[3]
- Dale war an der Entwicklung der „Fender Reverb Unit“, des „Fender Showman“-Verstärkers, der Fender-Stratocaster-Gitarre sowie des JBL-D130F Lautsprecher beteiligt.[2]
- Dick Dale gilt wegen seiner wilden, lauten Spieltechnik als Vater des Heavy Metal.[2]
- Als Kind war er beeindruckt vom Jazz-Schlagzeuger Gene Krupa, dessen Rhythmen er auf der Gitarre imitieren wollte.
- Dale trägt den inoffiziellen Titel „King of the Surf Guitar“. Später wollte er jedoch nicht mehr so genannt werden.[4]
- Der Rolling Stone listete ihn 2011 auf Rang 74 der 100 größten Gitarristen aller Zeiten. In einer Liste aus dem Jahr 2003 hatte er Rang 31 belegt.[5][6]

## Diskografie

### Singles von Dick Dale & The Del-Tones
- 1959 Oh-Whee Marie / Breaking Heart
- 1959 Stop Teasin’ / Without Your Love
- 1960 Jessie Pearl / St. Louis Blues
- 1961 Oh-Whee Marie / Without Your Love
- 1961 Let’s Go Trippin’ / Del-Tone Rock
- 1962 Jungle Fever / Shake ’n’ Stomp
- 1962 Misirlou / Eight Til Midnight
- 1962 Surf Beat / Mr. Peppermint Man
- 1963 A Run for Life / Lovin’ on my Brain
- 1963 Misirlou / Eight ’Til Midnight
- 1963 Surf Beat / Mr. Peppermint Man
- 1963 King of the Surf Guitar / Hava Nagila
- 1963 Secret Surfin’ Spot / Surfin’ and A-Swinging
- 1963 Wild Ideas / Scavenger
- 1963 The Wedge / Nightrider
- 1963 Secret Surfin Spot / Surfin’ and Swingin’
- 1964 Mr. Eliminator / The Victor
- 1964 Wild Mustang / Grudge Run
- 1964 Glory Wave / Never on Sunday
- 1964 Who Can He Be / Oh Marie
- 1965 Let’s Go Trippin’ ’65 / Watusi Jo

### Alben von Dick Dale & The Del-Tones
- 1962 Surfers’ Choice
- 1963 King of the Surf Guitar
- 1963 Checkered Flag
- 1964 Mr. Eliminator
- 1964 Summer Surf
- 1965 Rock out with Dick Dale and his Del-Tones: Live at Ciro’s

### Alben von Dick Dale
- 1986 The Tigers Loose
- 1993 Tribal Thunder
- 1994 Unknown Territory
- 1996 Calling Up Spirits
- 2001 Spacial Disorientation

### Compilations
- 1963 Hot Rod Music on Capitol
- 1964 The Big Surfin’ Sounds on Capitol
- 1982 The History of Surf Music: Original Instrumentals Hits 1961–1963
- 1982 Bustin’ Surfboards
- 1986 King of the Surf Guitar – The Best of Dick Dale & The Del-Tones
- 1986 One Double One Oh!!
- 1987 Pipeline
- 1989 Surfer’s Mood
- 1989 Surfin Hits
- 1990 Rarities
- 1990 Surfers’ Guitar
- 1990 Draggin’ and Surfin’
- 1991 Axes & Saxes – The Great Instrumentals
- 1992 Dick Dale’s Greatest Hits 1961–1976
- 1994 Pulp Fiction
- 1995 Pulp Rock Instros – Vol. 1
- 1996 Cowabunga! Surf-Box
- 1996 Better Shred Than Dead – The Dick Dale Anthology
- 1997 Music for our Mother Ocean
- 1997 The Singles and Other Great Stuff
- 1997 Attack of the New Killer Surf Guitars
- 1997 The World Of Surf Music
- 1997 Kahuna Classics
- 1998 Surf! Sand! Sun!
- 1998 Hard Rock Records – Surf
- 2001 Greemie’s Ghouly Surf Hits
- 2003 25 Rockin’ Instrumentals
- 2004 (Ghost) Riders in the Sky
- 2004 Surfin’ and A-Swingin’
- 2005 Rare Instrumentals – Vol. 04

## Bandmitglieder

### Gründungsmitglieder der Del-Tones
The Del-Tones wurden 1961 gegründet.
- Nick O’Malley – Gitarre
- Rick Rillera – Bass
- Billy Barber – Klavier
- Jerry Stevens – Schlagzeug
- Armon Frank – Saxophon

### Spätere Mitglieder der Del-Tones
- Ed Quarry – Klavier
- Barry Rillera – Saxophon
- Hal Blaine – Schlagzeug
- Glen Campbell – Gitarre
- Leon Russell – Klavier
- Art Munson – Gitarre
- Drew Johnson – Schlagzeug
- Jack Lake – Schlagzeug
- Lee Farell – Saxophon
- Steve Douglas – Saxophon
- Larry Gillette – Saxophon
- Dusty Watson – Schlagzeug

### Heutige Band
- Sam Bolle – Bass
- Dusty Watson – Schlagzeug